# Astragalus veresczaginii
Astragalus veresczaginii är en ärtväxtart som beskrevs av Porphyriy Nikitich Krylov och Georgji Prokopievič Sumnevicz. Astragalus veresczaginii ingår i släktet vedlar, och familjen ärtväxter. Inga underarter finns listade i Catalogue of Life.